# Добромир Димитров
Добромир Димитров е български волейболист. Играл е за Националния отбор по волейбол на България, с който участва на Летните олимпийски в Лондон през 2012 г.
Дебютира през 2007 г. с разложкия „Пирин“, където играе пет години. През 2010 г. грабва среброто с българския отбор на Европейското първенство по волейбол за юноши в Бобруйск. През 2015 г. пак печели сребро с отбора на Европейските игри в Баку.
От 2018 г. е женен за манекенката Нанси Карабойчева.